# Єлово (Ярський район)
Єло́во (рос. Елово) — село у складі Ярського району Удмуртії, Росія.
В селі знаходиться церква Пресвятої Трійці, збудована 1795 року архітектором Филимоном Росляковим в стилі вятського бароко. В цій церкві з самого її початку працював священник Феодор Івшин.
З підприємств в селі працює ТОВ «Єлово», відкрито нову школу (2004).

## Населення
Населення — 267 осіб (2010, 351 у 2002).
Національний склад станом на 2002 рік:
- росіяни — 50 %
- удмурти — 47 %